# El Intransigente
El Intransigente fue un periódico argentino publicado en la provincia de Salta entre 1920 y 1981. Desde 2008 el periódico opera como un medio digital en línea. 
El periódico se fundó el 17 de abril de 1920 bajo la supervisión de David Michel Torino, el cofundador y dueño del periódico. En sus primeros años El Intransigente apoyaba el gobierno nacional de Hipólito Yrigoyen, aunque con los años dejó de ser un defensor de su gobierno.

## Historia
Su posición como crítico de los abusos de poder y la corrupción, particularmente durante la década de 1930 le otorgó al diario varios ataques y multas en esa época. 
El periódico cerró en junio de 1981 a causa de disputas internas sobre el futuro editorial del periódico tras el fallecimiento de los directores Martín Torino y David Michel Torino. La inestabilidad gubernamental de Argentina en esa época también contribuyó fuertemente a su clausura definitiva.

## Edición en línea
La versión en línea de El Intransigente fue lanzada el 1 de agosto del 2008. El lema del actual periódico digital es: "información en estado puro". La versión en línea ofrece noticias de Argentina y del mundo con varias secciones que abarcan temáticas como la salud, cultura, regional y obituarios.